# Miguel Ángel González (futbolista)
Miguel Ángel González (Avellaneda, 10 de agosto de 1983), conocido como El Mágico, es un exfutbolista argentino que jugaba como mediocampista y cuyo último desempeño fue en Unión San Felipe de la Primera B de Chile.
Participó en la Copa Sudamericana 2010, después que su equipo Unión San Felipe ya había ganado la Copa Chile 2009, jugando en cuatro partidos y anotando un gol en la eliminatoria preliminar contra Guaraní, antes de ser finalmente eliminado en la ronda de 16 por LDU Quito.
En mayo de 2011 fue vinculado con un traspaso al club, el FC Braşov de Rumania, donde se reuniría con sus excompañeros de equipo Juan Toloza y David Distéfano. Al parecer se negó el traspaso, pero fue traspasado a O'Higgins, en donde una rebelde lesión no le permitió rendir de la mejor forma.
El año 2012 después de varios estudios médicos es contratado por Colo-Colo a expresa petición del técnico Ivo Basay, donde en su debut oficial ante Deportes Iquique fue reemplazado a los 35'. Con el pasar de los días, perdió titularidad por su bajo rendimiento, siendo desvinculado tras solo 8 partidos con el equipo albo, regresando a Unión San Felipe.
A finales de 2015 anuncia su desvinculación de Unión San Felipe producto de una seria lesión de rodilla y con ello marcando el término de su carrera deportiva profesional.

## Clubes
| Club                           | País      | Año       |
| ------------------------------ | --------- | --------- |
| Platense                       | Argentina | 1999-2002 |
| Gimnasia y Esgrima de La Plata | Argentina | 2002-2003 |
| Ferro Carril Oeste             | Argentina | 2003      |
| Selangor FA                    | Malasia   | 2004      |
| Ferro Carril Oeste             | Argentina | 2004-2005 |
| Sportivo Italiano              | Argentina | 2005      |
| General Lamadrid               | Argentina | 2006      |
| Racing de Olavarría            | Argentina | 2006-2007 |
| Huracán de Tres Arroyos        | Argentina | 2007-2008 |
| Atlanta                        | Argentina | 2008-2010 |
| Unión San Felipe               | Chile     | 2010-2015 |
| → O'Higgins (cedido)           | Chile     | 2011      |
| → Colo-Colo (cedido)           | Chile     | 2012      |